# Scultura dorica

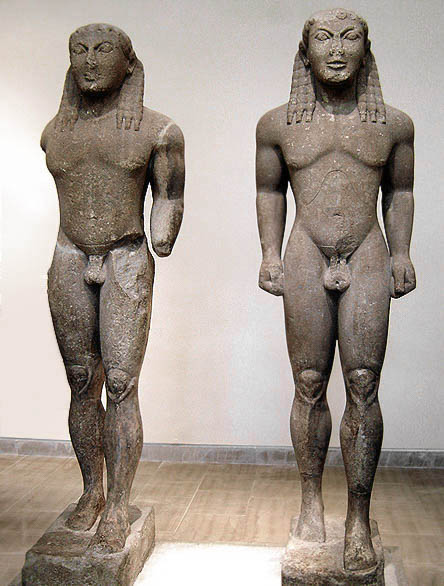
Kleobis e Biton

La scultura dorica è una corrente regionale della scultura greca arcaica, che si affermò nella zona del Peloponneso, a partire dal VII secolo a.C. Le altre due correnti principali del periodo sono quella ionica e quella attica.

## Kouroi dorico-peloponnesiaci
Al 585 a.C. circa risalgono le due statue di Kleobis e Biton, raffiguranti due giovani eroi che si sacrificarono, presso il santuario di Delfi, in onore di Hera. Si tratta di due prodotti legati al gusto più arcaico, tipico dei Dori, ai quali si contrapposero poi le altre scuole (ionica, attica, dell'Asia Minore e delle isole). Si tratta di due umani, non di un monarca divinizzato come nelle precedenti culture mediterranee; proprio la figura umana aveva quindi già assunto il valore nodale dell'arte greca, quale la "misura di tutte le cose", dotato di razionalità e al centro dell'universo. I due eroi sono raffigurati eretti e completamente nudi. L'uso di raffigurare personaggi nudi risale forse all'abitudine degli atleti, fin dal periodo arcaico, di gareggiare senza vesti. Le membra del Kleobis hanno una straordinaria robustezza, con un'anatomia possente che ricorda blocchi di pietra accostati.
Queste figure furono oggetto di innumerevoli repliche e, un po' per come era successo nell'architettura, si fissò un tema che divenne un'iconografia fondamentale, utilizzato spesso dagli artisti ma comunque dotato di un certo raggio di scelta indipendente nella resa finale.